# Гранвил (Њујорк)
Гранвил (енгл. Granville) град је у америчкој савезној држави Њујорк.

## Демографија
По попису из 2010. године број становника је 2.543, што је 101 (-3,8%) становника мање него 2000. године.
| Група             | 2000.         | 2010.         |
| Белци             | 2.583 (97,7%) | 2.454 (96,5%) |
| Афроамериканци    | 6 (0,2%)      | 14 (0,6%)     |
| Азијати           | 7 (0,3%)      | 11 (0,4%)     |
| Хиспаноамериканци | 21 (0,8%)     | 32 (1,3%)     |
| Укупно            | 2.644         | 2.543         |